# Lithadia conica
Lithadia conica is een krabbensoort uit de familie van de Leucosiidae. De wetenschappelijke naam van de soort is voor het eerst geldig gepubliceerd in 1973 door Coelho.